# Don Ratón y don Ratero
Don Ratón y don Ratero es una película de comedia y crimen mexicana de 1983, escrita, dirigida y protagonizada por Roberto Gómez Bolaños "Chespirito". Esta es la única película ambientada en la Ciudad de México de los años 20 y fue filmada en las partes coloniales de San Ángel y Coyoacán.

## Sinopsis
En la Ciudad de México de los años 20, existen dos bandas de asaltantes que sostienen una guerra declarada entre sí. Una de las bandas está capitaneada por el célebre hampón Rufino Rufián (interpretado por Rubén Aguirre); pero sus órdenes son supervisadas por su madre, una señora que, no obstante su apariencia tranquila, hace gala de refinamiento para ordenar que se elimine a sus rivales. La otra banda la dirige el Sr. Kilos (interpretado por Édgar Vivar), un hombre gordo que no tiene el refinamiento de los Rufián, pero es igualmente peligroso. Varios de los pandilleros del Sr. Kilos mueren a manos de la banda rival; con la excepción de uno, que murió de una manera distinta, el cual estaba en su casa después de ir a comer con uno de los asistentes del Sr. Kilos, y quejándose de una gran plaga de ratas, manda llamar a un exterminador para estas. La esposa del muerto no sabía en qué trabajaba, hasta que conoció al Sr. Kilos en el velorio de su marido.
Después de todo se eliminaron los ratones, pero al escuchar la informante sobre lo ocurrido, creen que este exterminador es un asesino demasiado frío y desalmado, solo porque han oído que cobraba 50 centavos por cada muerto. Pero lo que casi nadie imaginó es que cada muerto era un ratón. 
A partir de aquí, se dan una serie de situaciones humorísticas donde la confusión de todo hace que los mismos se confundan más y no sepan quien está contra quien, inclusive un muerto que solo estaba enfermo del estómago y que se levanta de su ataúd para ir al baño quien después de cierto modo sería tratado con una "lavativa" pero atemorizado porque al llegar el Doctor Chapatín con una manguera de bomberos procedente de un hidrante cercano piensa que esa es la forma en la que lo van a tratar, así como el que el señor Pérez y su acompañante escapen con éxito del intento de asesinato que iba a ser propinado por el sicario de la banda de Rufián.
A cierto modo Aftadolfa (interpretada por Florinda Meza) es capturada por la banda de Rufino, y atada junto a su acompañante el Sr. Pérez pero de un modo u otro logran salir indemnes incluso tirando la bomba que los iba a liquidar en otra parte, por lo tanto ese mismo día ella tenía que presentarse al número musical en el cabaret del Sr. Kilos por lo que sin perder tiempo abordan un fotingo con dirección a Coyoacán para poder llegar a tiempo al espectáculo con el que debía cumplir (como dato curioso, el señor Pérez le sube un poquito la falda a Aftadolfa para que se le vean las pantorrillas y atraer así la atención del chofer, algo que los ayuda a abordar el mismo vehículo).
La esposa de este, obtiene un empleo de actriz en un cabaret, propiedad del Sr. Kilos, el cual también contrata como exterminador de plagas a este mismo por recomendación de la nueva bailarina. Desgraciadamente, en su primera función, los ratones vivos que tenía el exterminador escapan y hacen lo que quieren en el mismo, apareciendo en los lugares mucho menos pensados, cayendo hasta en uno de los asistentes más polémicos que resultaron ser la banda de Rufino Rufián. Después de una conflagración muy chusca y detenciones de estos mismos, solo quedan en el bar el exterminador y la hermosa y tierna bailarina, a punto de darse un beso cuando aparece un último ratón y todo acaba con el grito que suelta la señora.

## Reparto
- Roberto Gómez Bolaños "Chespirito" como Don Ratón Pérez/Dr. Chapatín
- Florinda Meza como Aftadolfa
- Édgar Vivar como Sr. Kilos
- Rubén Aguirre como Rufino Rufián
- María Antonieta de las Nieves como Minina
- Raúl "Chato" Padilla como Bóxer
- Angelines Fernández como empleada
- Horacio Gómez Bolaños como Esposo de Aftadolfa
- Benny Ibarra como Seco
- Alfredo Alegría como Vinagre
- Lupita Sandoval como la enfermera
- Arturo García Tenorio como Pequeño
- César Sobrevals como Comandante
- Gabriel Fernández como Sargento
- José Luis Padilla como Juanito

## Música
- «Pla Pla Pla», escrita por Nacho Méndez e interpretada por Florinda Meza.
- «Con Usted», escrita por Nacho Méndez e interpretada por Florinda Meza.
- «Tiqui Ti Tap», escrita por Nacho Méndez.

## Curiosidades
- Rufino Rufián es el mismo personaje de la serie El Chapulín Colorado.
- Aftadolfa (interpretada por Florinda Meza) es el mismo nombre femenino del personaje de la sirvienta (interpretada por María Antonieta de las Nieves), quien apareció en el episodio del Chapulín Colorado, "¿Es aquí donde vive el difunto?"
- La película al ser ambientada en los años 1920, requirió un buen número de cosas de utilería de la cierta época, así como automóviles propios de la misma.
- Se cree que fue filmada en las partes coloniales de San Ángel y Coyoacán, aunque aún no se sabe con exactitud.
- En esta película, las risas grabadas fueron reemplazadas por música de fondo.
- Se reutilizaron algunas escenas de los episodios del Chapulín Colorado "Prohibido tirar bombas en horas de oficina", "Las bombas hacen mucho daño en ayunas" y "Hay que explotar el negocio", siendo la última vez que se usaron. Así mismo se reutilizaron escenas del episodio "El bandido del hospital".
- La escena en la que un ratón se mete dentro de la ropa de Seco, personaje de Benny Ibarra, y este comienza a bailar sería reutilizada en El Chavo animado en el episodio El ataque de los insectos.
- Al igual que El Chanfle, El Chanfle 2 y Charrito, el Dr. Chapatín, uno de los personajes más conocidos de Roberto Gómez Bolaños hace un cameo.